# Kuroshio (destroyer)
Pour les articles homonymes, voir Kuroshio (homonymie).
Le Kuroshio (黒潮) était un destroyer de classe Kagerō en service de la Marine impériale japonaise pendant la Seconde Guerre mondiale.

## Historique

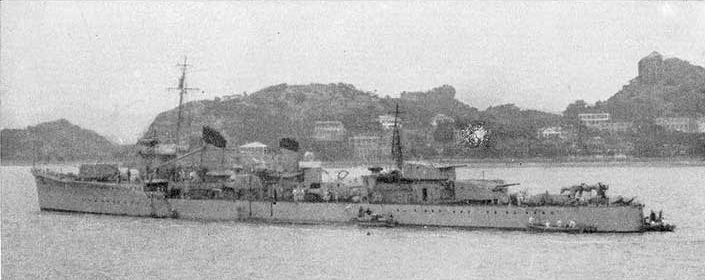
Le Kuroshio en 1941.

Peu de temps après sa mise en service, le Kuroshio participe à la 16e édition des Manœuvres de la Flotte Combinée. À son retour, à 18 h 0 heures le 23 juin 1941, il entre en collision avec les destroyers Natsushio et Minegumo dans le détroit de Bungo, nécessitant un mois de réparations à l'Arsenal naval de Kure.
Après l'attaque de Pearl Harbor, le Kuroshio rejoint la 15e Division de destroyer de la 2e Flotte et est déployé à Palaos, escortant le porte-avions Ryūjō et le mouilleur de mines Itsukushima (en) pour l’invasion du sud des Philippines. Le 23 décembre, il est légèrement endommagé par mitraillage d'un bombardier Boeing B-17 Flying Fortress de l'USAAF.
Début 1942, le Kuroshio participe à l'invasion des Indes orientales néerlandaises, accompagnant les forces d'invasion à Menado, Kendari et Ambon en janvier et à Makassar, Timor et Java en février. Le 8 février, il sauve des survivants du Natsushio et le 5 mars participe au naufrage d'un mouilleur de mines de la Royal Navy en compagnie du Oyashio. Fin mars, il revient à Célèbes, au district naval de Sasebo, en compagnie du Kaga. 
Fin avril, le Kuroshio est déployé à partir de Kure comme navire de soutien pour l'occupation de Cagayan. Début mai, il retourne à Kure, qu'il atteint le 17, en compagnie du porte-avions endommagé Shōkaku. Début juin, il est déployé sur Saipan en escortant un convoi de troupes pour la bataille de Midway.
À la mi-juin, le Kuroshio sert de navire d'escorte pour les croiseurs en prévision d'un deuxième raid sur Ceylan, mais l'opération est annulée au moment où le navire atteint Mergui, en Birmanie.
Il sert alors d'escorte pour les croiseurs Kumano et Suzuya entre Balikpapan et les îles Salomon. Au cours de la bataille des Salomon orientales, il fait partie de la Force de l'amiral Nobutake Kondō mais il ne participe à aucun combat. Durant le mois de septembre, le Kuroshio patrouille entre Truk et Guadalcanal. En octobre, il effectue des opérations “Tokyo Express” et opération Ke à Guadalcanal. Ces opérations se poursuivent à mi-février 1943. Au cours de la bataille de Santa Cruz, il escorte le porte-avions Jun'yō. Le Kuroshio participe également à la bataille de Tassafaronga le 30 novembre, au cours duquel l'une de ses torpilles touche le croiseur américain USS Pensacola.
Le 21 février, il retourne à Kure avec le Jun'yō pour des réparations, puis revient à Truk le 10 avril avec les porte-avions Chūyō et Taiyō. Fin avril, il stationne aux îles Shortland et sert de transport de troupes.
Dans la nuit du 7 au 8 mai 1943, alors qu'il transporte des troupes, le navire touche une mine juste après avoir quitté Kolombangara. Il explose et coule à la position géographique 8° 08′ S, 156° 55′ E, emportant 83 hommes. Il est rayé des registres le 20 juin 1943.